# Orthobula infima
Orthobula infima är en spindelart som beskrevs av Simon 1896. Orthobula infima ingår i släktet Orthobula och familjen flinkspindlar. Inga underarter finns listade i Catalogue of Life.